# Kärda kyrka

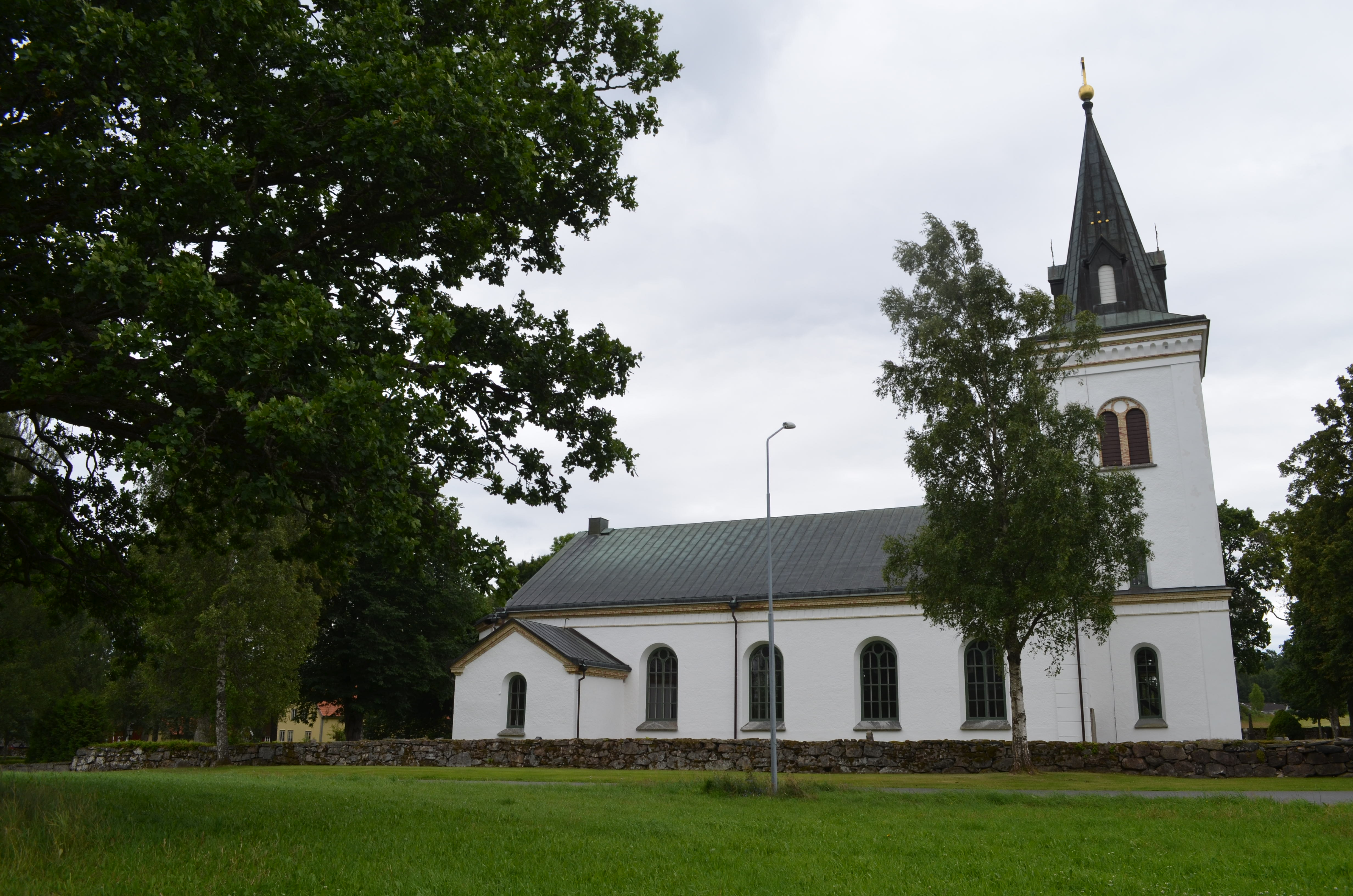
Kärda kyrka

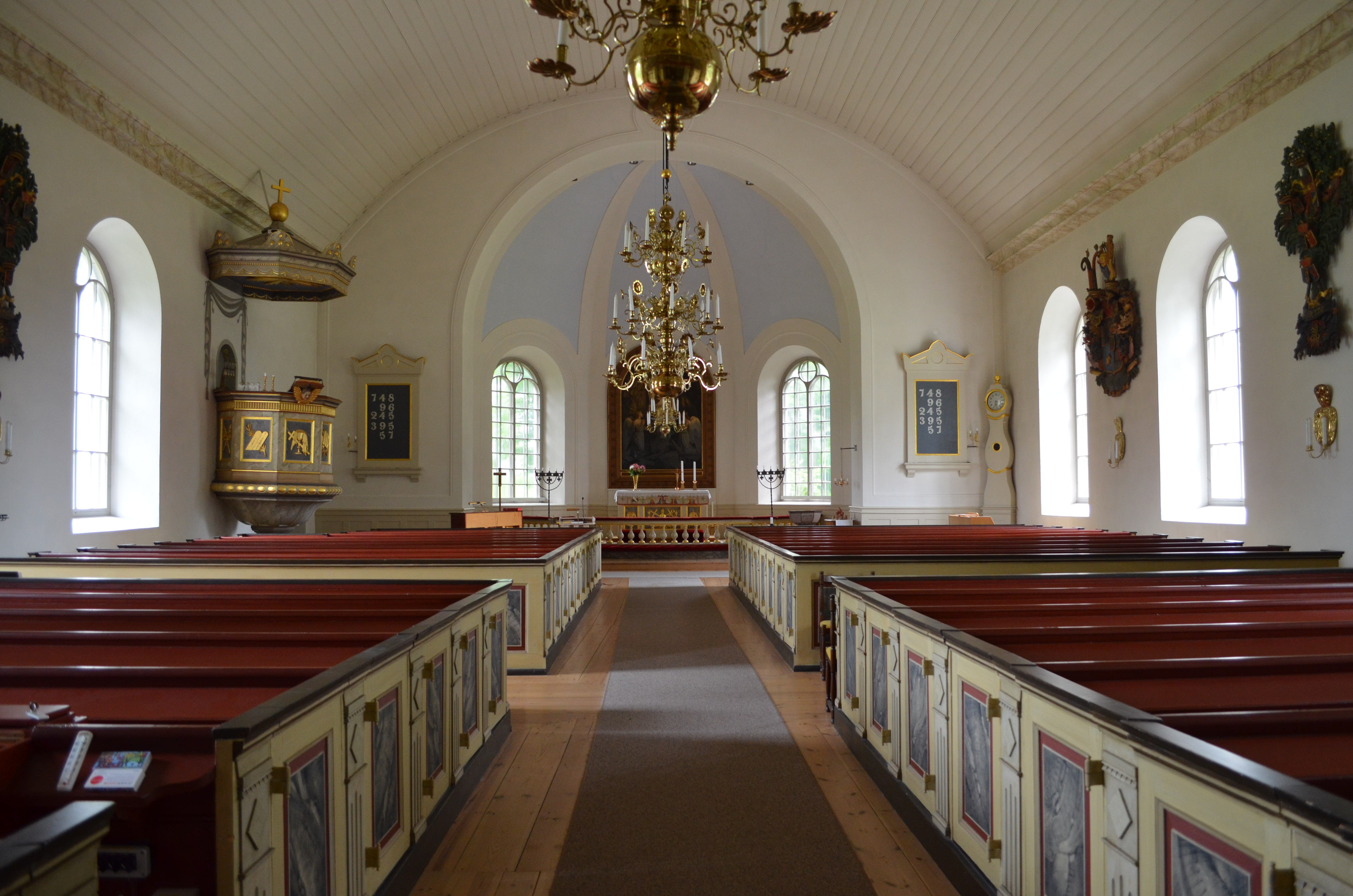
Kärda kyrkas kyrkosal

Kärda kyrka ligger i tätorten Kärda, cirka åtta kilometer väster om Värnamo i Jönköpings län. Till kyrkan hör även en begravningsplats och en prästgård. Kyrkan tillhör Forshedabygdens församling i Växjö stift.

## Kyrkobyggnaden
Det är ovisst när den första kyrkan uppfördes, antagligen skedde det i mitten av 1100-talet. Kyrkan brändes av danskarna under nordiska sjuårskriget 1565. En ny kyrkobyggnad byggdes på grunden av den eldhärjade helgedomen. 1500-talskyrkan kom att användas fram till senare delen av 1800-talet, då den befanns alltför bristfällig och för liten för kyrkobesökarna. Frågan togs upp i socknen om uppförande av en helt ny kyrka och så småningom togs beslut som innebar en rivning av den gamla kyrkan till förmån för en ny.
Nuvarande kyrka av sten uppfördes 1876 efter ritningar av arkitekt Johan Fredrik Åbom. Det blev en kyrka i historicistisk blandstil  med särskild prägel av nyromansk arkitektur. Kyrkan består av ett rektangulärt långhus och ett femsidigt kor. En sakristia är belägen vid kyrkans långvägg i anslutning till koret. Kyrkorummet som är av salkyrkotyp med tunnvalvstak och rundbågefönster präglas av ljus och rymd. Koret med sina valvbågar avskiljs av en korbåge. Tornbyggnaden har erhållit dubbla romanskt inspirerade ljudöppningar. Torntaket är försedd med en spira med fyra korskrönta utbyggnader. Tornet kröns av en korsglob.

## Inventarier
- Altartavla  med motiv:Kristi  uppståndelse,  är en kopia av ett verk  professor Carl Bloch och skänkt till kyrkan 1891.
- Altarring  ,halvcirkelformad med svarvade balusterdockor.
- Dopfunt i röd sandsten från 1640 är överförd från den gamla kyrkan.
- Predikstol  i nyklassicism  med ljudtak .Korgen dekorerad med förgyllda symboler.
- Bänkinredning från kyrkans byggnadstid med dörrar mot mittgången.
- Orgelläktare.

## Orgel
- 1878 erhöll kyrkan en mekanisk orgel byggd av  Carl Elfström, Ljungby. Orgelfasaden ritades av Johan Fredrik Åbom. Den renoverades 1969 av Anders Perssons Orgelbyggeri.

| Huvudverk I   | Svällverk II      | Pedal       | Koppel |
| Borduna 16’   | Gedackt 8’        | Subbas 16’  | I/P    |
| Principal 8’  | Salicional 8'     | Gedakt 8’   | II/P   |
| Rörflöjt 8’   | Flöjt 4’          | Koralbas 4' | II/I   |
| Gemshorn 2’   | Spetsflöjt 2'     |             |        |
| Oktava 4'     | Cymbel II         |             |        |
| Kvinta 2 2/3' | Crescendosvällare |             |        |
| Oktava 2'     |                   |             |        |
| Cornett III   |                   |             |        |
| Mixtur IV     |                   |             |        |

1